# Amastus vesta
Amastus vesta är en fjärilsart som beskrevs av Paul Dognin 1923. Amastus vesta ingår i släktet Amastus och familjen björnspinnare. Inga underarter finns listade i Catalogue of Life.